# (4375) Kiyomori
(4375) Kiyomori es un asteroide perteneciente al cinturón de asteroides, descubierto el 28 de febrero de 1987 por Tsuneo Niijima y el astrónomo Takeshi Urata desde el Ojima Observatory, Ojima, Japón.

## Designación y nombre
Designado provisionalmente como 1987 DQ. Fue nombrado Kiyomori En honor al samurai Taira no Kiyomori

## Características orbitales
Kiyomori está situado a una distancia media del Sol de 2,293 ua, pudiendo alejarse hasta 2,532 ua y acercarse hasta 2,054 ua. Su excentricidad es 0,104 y la inclinación orbital 5,863 grados. Emplea 1268 días en completar una órbita alrededor del Sol.

## Características físicas
La magnitud absoluta de Kiyomori es 13,1.